# Èvres
Èvres település Franciaországban, Meuse megyében. Lakosainak száma 89 fő (2022. január 1.). Èvres Foucaucourt-sur-Thabas, Nubécourt, Pretz-en-Argonne, Seuil-d’Argonne és Vaubecourt községekkel határos.

## Népesség
A település népességének változása:
| Lakosok száma | 135  | 109  | 97   | 87   | 100  | 108  | 103  | 89   | 89   | 89   |
|               | 1968 | 1982 | 1990 | 2006 | 2013 | 2015 | 2017 | 2019 | 2020 | 2022 |